# Curtiss-Wright CW-22
Il Curtiss-Wright CW-22 è stato un aereo da addestramento e da ricognizione monomotore ad ala bassa sviluppato dall'azienda aeronautica statunitense Curtiss Aeroplane and Motor Company nei primi anni quaranta.

## Storia del progetto
Sviluppato presso lo stabilimento Curtiss-Wright di Saint Louis, il CW-22 era strettamente derivato dal precedente aereo da addestramento CW-19 attraverso il caccia leggero monoposto CW-21. 
Il prototipo volò per la prima volta nel 1940.
Con meno potenza e prestazioni rispetto al caccia CW-21, il CW-22, biposto, ad ala bassa e con struttura e rivestimento interamente metallico si distingueva da questo per avere il ruotino di atterraggio posteriore completamente retraibile mentre il carrello d'atterraggio principale si richiudeva all'indietro in appositi ripari sotto alle ali.
Il CW-22 fu considerato sia un aereo per usi civili, da addestramento o sportivo, sia per usi militari  utilizzabile per addestramento, ricognizione, collegamento o persino per il combattimento come aereo da attacco al suolo.
Il prototipo matricola CW-A22 Falcon (Numero di registrazione civile degli Stati Uniti NC18067) fu utilizzato come aereo da dimostrazione dall'azienda costruttrice ed è uno dei quattro esemplari ancora oggi esistenti. Un esemplare è esposto presso il National Museum of Naval Aviation, a Pensacola, in Florida.

## Impiego operativo
Il principale cliente dell'aeromobile equipaggiato con il motore radiale Wright R-975 Whirlwind raffreddato ad aria fu la Militaire Luchtvaart van het Koninklijk Nederlandsch-Indisch Leger (ML-KNIL) a cui ne furono venduti 36.
Gli aerei dovevano essere consegnati al governo delle Indie orientali olandesi (oggi Indonesia) attraverso l'Australia, a causa dell'avanzata delle forze giapponesi nel settore.
Una versione derivata, il CW-22B, fu venduta alla Turchia (50), ancora al governo delle Indie Orientali olandesi (25) e in piccola parte in Sud America.
Alcuni dei velivoli olandesi furono catturati e utilizzati dall'Aviazione Imperiale giapponese.
I CW-22 e il CW-22B erano armati con due mitragliatrici, una montata sull'ala sinistra e rivolta verso la parte anteriore e una montata nell'abitacolo, rivolta verso la parte posteriore. Una versione disarmata da addestramento avanzato (CW-22N) fu presentata alla Marina degli Stati Uniti.
Per soddisfare la necessità crescente di aerei da addestramento, la Marina ordinò 150 velivoli nel novembre 1940. Ulteriori ordini portarono il totale a 305 velivoli, che furono designati SNC-1 Falcon.

## Utilizzatori
Indie orientali olandesi
- Militaire Luchtvaart van het Koninklijk Nederlandsch-Indisch Leger

 Stati Uniti
- United States Army Air Corps

 Turchia
- Hava Müsteşarlığı